# Louis Falco
Louis Falco est un danseur et chorégraphe américain né à New York le 2 août 1942 et mort dans cette même ville le 26 mars 1993.
Chorégraphe du film Fame (1980), il dissout sa compagnie en 1983 pour se consacrer au cinéma et à la vidéo.